# 富岡西
富岡西（とみおかにし）は、神奈川県横浜市金沢区の町名。現行行政地名は富岡西一丁目から富岡西七丁目。住居表示実施済み区域。

## 地理

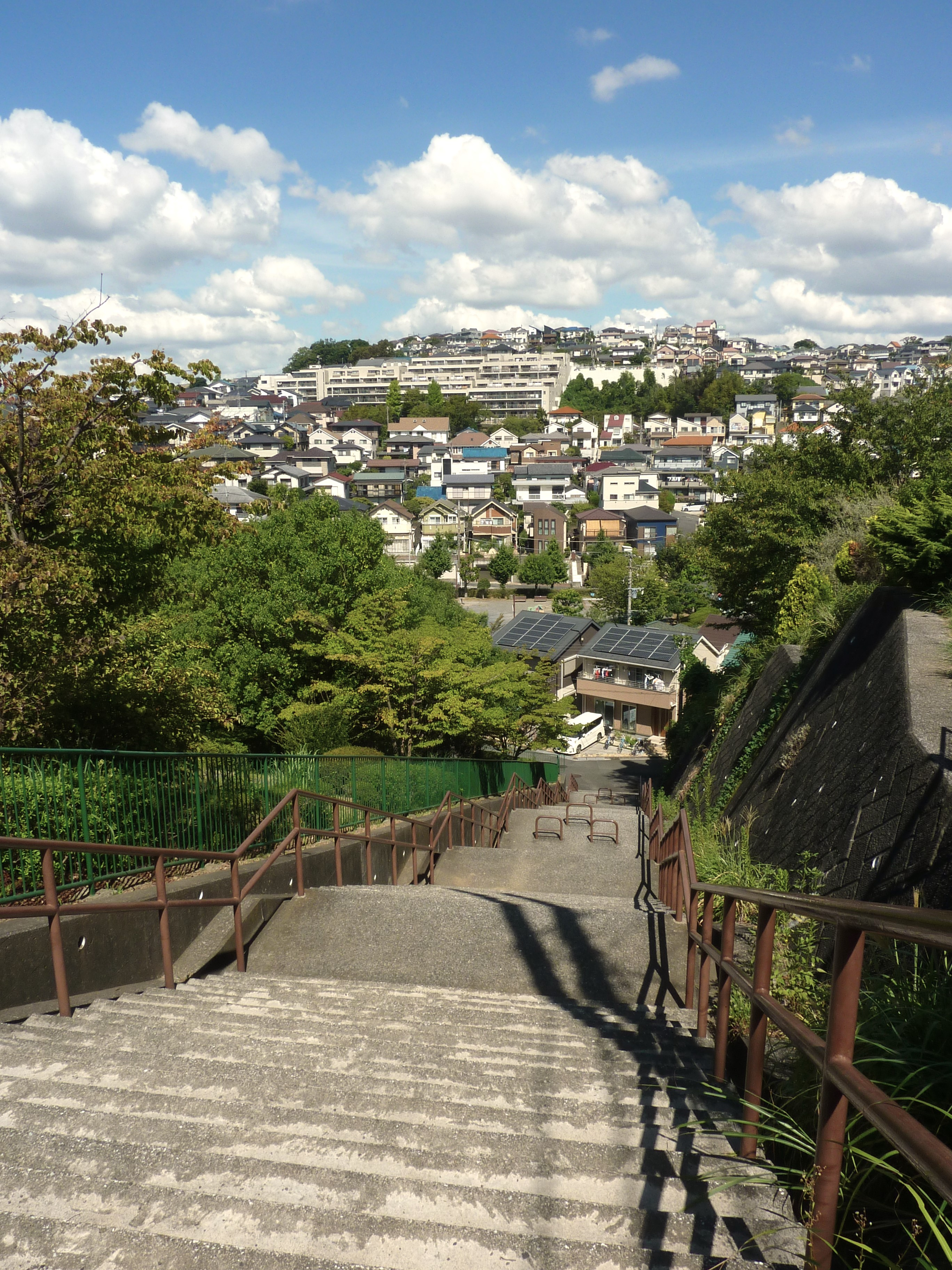
富岡西の風景

北東から東にかけては京急本線を挟んで富岡東、南東は能見台通、南から南西にかけては能見台、北西は磯子区杉田に接する。町内の大半が一戸建て主体の住宅街となっている。
一丁目に横浜市立小田小学校・小田中学校、五丁目に西富岡小学校・富岡中学校、七丁目に富岡小学校がある。一丁目の鳥見塚交差点近くには椿が丘簡易郵便局がある。交通は七丁目にある京急本線の京急富岡駅の利用が中心となり、京急富岡駅から三・四・七丁目方面、能見台駅から六丁目方面に路線バスが運行されている。

### 面積
面積は以下の通りである。
| 丁目         | 面積（km²） |
| ------------ | ----------- |
| 富岡西一丁目 | 0.297       |
| 富岡西二丁目 | 0.195       |
| 富岡西三丁目 | 0.141       |
| 富岡西四丁目 | 0.308       |
| 富岡西五丁目 | 0.217       |
| 富岡西六丁目 | 0.204       |
| 富岡西七丁目 | 0.271       |
| 計           | 1.633       |

### 地価
住宅地の地価は、2025年（令和7年）1月1日の公示地価によれば、富岡西1-28-16の地点で16万3000円/m²、富岡西4-65-14の地点で16万8000円/m²、富岡西6-32-24の地点で20万5000円/m²、富岡西7-10-15の地点で24万円/m²となっている。

## 歴史

### 沿革
かつては久良岐郡金沢町大字富岡の一部であったが、1936年に横浜市磯子区に編入、磯子区富岡町の一部となる。富岡町の中心街は横須賀街道沿い、現在の富岡東にあたる地域であった。大正から昭和初期にかけては温室による花卉栽培が盛んで、特に富岡のカーネーションは全国的に有名であったが、第二次世界大戦を控えた1941年には不要不急であるとして花卉栽培が禁止された。
1948年には金沢区が磯子区から分区。戦後は大規模な宅地開発が行われ、1956年には京浜急行電鉄による第1期分譲住宅の入居が始まる。1983年7月18日に金沢区富岡東部地区の住居表示の実施に伴う富岡町の一部から富岡東一丁目〜六丁目の新設に続き、1984年11月5日に金沢区富岡西部地区の住居表示の実施に伴い、富岡町の一部から富岡西一丁目〜七丁目と能見台通が新設された。

### 町名の変遷
| 実施後       | 実施年月日                | 実施前（各町名ともその一部） |
| ------------ | ------------------------- | ---------------------------- |
| 富岡西一丁目 | 1984年（昭和59年）11月5日 | 富岡町の一部                 |
| 富岡西一丁目 | 1987年（昭和62年）7月20日 | 富岡町の一部                 |
| 富岡西二丁目 | 1984年（昭和59年）11月5日 | 富岡町の一部                 |
| 富岡西三丁目 | 1984年（昭和59年）11月5日 | 富岡町の一部                 |
| 富岡西四丁目 | 1984年（昭和59年）11月5日 | 富岡町の一部                 |
| 富岡西五丁目 | 1984年（昭和59年）11月5日 | 釜利谷町、富岡町の各一部     |
| 富岡西六丁目 | 1984年（昭和59年）11月5日 | 富岡町の一部                 |
| 富岡西七丁目 | 1984年（昭和59年）11月5日 | 富岡町の一部                 |

## 世帯数と人口
2025年（令和7年）6月30日現在（横浜市発表）の世帯数と人口は以下の通りである。
| 丁目         | 世帯数    | 人口     |
| ------------ | --------- | -------- |
| 富岡西一丁目 | 1,181世帯 | 2,674人  |
| 富岡西二丁目 | 986世帯   | 1,956人  |
| 富岡西三丁目 | 986世帯   | 2,066人  |
| 富岡西四丁目 | 1,464世帯 | 3,331人  |
| 富岡西五丁目 | 723世帯   | 1,516人  |
| 富岡西六丁目 | 682世帯   | 1,513人  |
| 富岡西七丁目 | 1,465世帯 | 2,837人  |
| 計           | 7,467世帯 | 15,893人 |

### 人口の変遷
国勢調査による人口の推移。
| 年                 | 人口   |
| ------------------ | ------ |
| 1995年（平成7年）  | 15,442 |
| 2000年（平成12年） | 16,724 |
| 2005年（平成17年） | 16,541 |
| 2010年（平成22年） | 16,841 |
| 2015年（平成27年） | 16,421 |
| 2020年（令和2年）  | 15,988 |

### 世帯数の変遷
国勢調査による世帯数の推移。
| 年                 | 世帯数 |
| ------------------ | ------ |
| 1995年（平成7年）  | 5,469  |
| 2000年（平成12年） | 6,170  |
| 2005年（平成17年） | 6,344  |
| 2010年（平成22年） | 6,818  |
| 2015年（平成27年） | 6,765  |
| 2020年（令和2年）  | 6,962  |

## 学区
市立小・中学校に通う場合、学区は以下の通りとなる（2024年11月時点）。
| 丁目         | 番地 | 小学校               | 中学校             |
| ------------ | --- | -------------------- | ------------------ |
| 富岡西一丁目 | 74番 | 横浜市立西富岡小学校 | 横浜市立小田中学校 |
| 富岡西一丁目 | 1〜73番                                                                                                   | 横浜市立小田小学校   | 横浜市立小田中学校 |
| 富岡西二丁目 | 13〜14番、17〜48番                                                                                        | 横浜市立小田小学校   | 横浜市立小田中学校 |
| 富岡西二丁目 | 1〜12番、15番、16番                                                                                       | 横浜市立富岡小学校   | 横浜市立富岡中学校 |
| 富岡西三丁目 | 1番〜9番11号、9番18〜30号 14番1〜15号・31〜32号 15番、16番7〜22号 20番1〜12号 20番20号〜21番8号、22番以降 | 横浜市立富岡小学校   | 横浜市立富岡中学校 |
| 富岡西三丁目 | 9番12〜17号、10〜13番 14番16〜30号、16番1〜6号 16番23号〜19番 20番13〜19号、21番9〜20号                   | 横浜市立小田小学校   | 横浜市立小田中学校 |
| 富岡西四丁目 | 24番、25番12〜15号 28番1〜5号、28番9号〜49番                                                              | 横浜市立小田小学校   | 横浜市立小田中学校 |
| 富岡西四丁目 | 1〜3番、8〜10番、17〜23番                                                                                 | 横浜市立富岡小学校   | 横浜市立富岡中学校 |
| 富岡西四丁目 | 4〜7番、11〜16番 25番1〜11号、26番、27番 28番6〜8号、50〜80番                                             | 横浜市立西富岡小学校 | 横浜市立富岡中学校 |
| 富岡西五丁目 | 全域 | 横浜市立西富岡小学校 | 横浜市立富岡中学校 |
| 富岡西六丁目 | 2〜44番                                                                                                   | 横浜市立西富岡小学校 | 横浜市立富岡中学校 |
| 富岡西六丁目 | 1番 | 横浜市立富岡小学校   | 横浜市立富岡中学校 |
| 富岡西七丁目 | 1番〜43番46号、44〜55番                                                                                   | 横浜市立富岡小学校   | 横浜市立富岡中学校 |
| 富岡西七丁目 | 43番47〜50号                                                                                              | 横浜市立西富岡小学校 | 横浜市立富岡中学校 |

## 事業所
2021年（令和3年）現在の経済センサス調査による事業所数と従業員数は以下の通りである。
| 丁目         | 事業所数  | 従業員数 |
| ------------ | --------- | -------- |
| 富岡西一丁目 | 40事業所  | 282人    |
| 富岡西二丁目 | 40事業所  | 171人    |
| 富岡西三丁目 | 26事業所  | 133人    |
| 富岡西四丁目 | 30事業所  | 100人    |
| 富岡西五丁目 | 28事業所  | 188人    |
| 富岡西六丁目 | 30事業所  | 166人    |
| 富岡西七丁目 | 60事業所  | 424人    |
| 計           | 254事業所 | 1,464人  |

### 事業者数の変遷
経済センサスによる事業所数の推移。
| 年                 | 事業者数 |
| ------------------ | -------- |
| 2016年（平成28年） | 216      |
| 2021年（令和3年）  | 254      |

### 従業員数の変遷
経済センサスによる従業員数の推移。
| 年                 | 従業員数 |
| ------------------ | -------- |
| 2016年（平成28年） | 1,121    |
| 2021年（令和3年）  | 1,464    |

## 交通
- 京浜急行電鉄本線
  - 京急富岡駅

## 施設
- 横浜富岡郵便局

## その他

### 日本郵便
- 郵便番号 : 236-0052[3]（集配局：横浜金沢郵便局[21]）

### 警察
町内の警察の管轄区域は以下の通りである。
| 丁目         | 番・番地等 | 警察署     | 交番・駐在所 |
| ------------ | ---------- | ---------- | ------------ |
| 富岡西一丁目 | 全域       | 金沢警察署 | 富岡交番     |
| 富岡西二丁目 | 全域       | 金沢警察署 | 西富岡駐在所 |
| 富岡西三丁目 | 全域       | 金沢警察署 | 西富岡駐在所 |
| 富岡西四丁目 | 全域       | 金沢警察署 | 西富岡駐在所 |
| 富岡西五丁目 | 全域       | 金沢警察署 | 能見台交番   |
| 富岡西六丁目 | 全域       | 金沢警察署 | 能見台交番   |
| 富岡西七丁目 | 全域       | 金沢警察署 | 富岡交番     |